# Artocarpus blancoi
Artocarpus blancoi là một loài thực vật thuộc họ Moraceae đặc hữu của Philippines.